# Agave margaritae
Agave margaritae là một loài thực vật có hoa trong họ Măng tây. Loài này được Brandegee mô tả khoa học đầu tiên năm 1889.